# Calopsephus
Calopsephus is een geslacht van kevers uit de familie  
kniptorren (Elateridae).
Het geslacht is voor het eerst wetenschappelijk beschreven in 1958 door Basilewsky.

## Soorten
Het geslacht omvat de volgende soort:
- Calopsephus apicalis (Schwarz, 1903)